# Rhaphium zakonnikovae
Rhaphium zakonnikovae är en tvåvingeart som beskrevs av Grichanov 1995. Rhaphium zakonnikovae ingår i släktet Rhaphium och familjen styltflugor. Inga underarter finns listade i Catalogue of Life.